# ダイ・ビューティフル
『ダイ・ビューティフル』（Die Beautiful）は、フィリピンのコメディドラマ映画。監督はジュン・ロブレス・ラナ。主演はパオロ・バリェステロス。2016年10月27日の東京国際映画祭でプレミア上映され、同年のメトロ・マニラ映画祭にも正式出品された。

## プロット
急死したトランスジェンダーの女性トリシャの人生を描いたフィクション作品である。トリシャは死化粧の遺言を残しており、ビヨンセ風、ジュリア・ロバーツ風、レディ・ガガ風など、さまざまな死化粧を施して棺に横たわるトリシャのもとに関係のあった人々が訪れる。トリシャはトランスジェンダーへの偏見や差別にあがらい、誇り高く生きた女性だった。

## 出演者
- パオロ・バリェステロス（英語版） : トリシャ・エチェバリア[5]
- クリスティアン・バブレス（英語版） : バーブ
- ジョエル・トーレ（英語版） : トリシャの父
- グラディス・レジェス（英語版） : トリシャの姉ベス
- ルイス・アランディ（英語版） : ジェッセ
- アルビー・カシーニョ（英語版） : ミッグス

## 製作
香港の香港亜洲電影投資会(HAF)が製作費を提供し、フィリピンのリーガル・エンタテインメント、ザ・イデアファースト・カンパニー、オクトーバートレイン・フィルムズが製作会社となった。ジュン・ロブレス・ラナが監督を務めた。リリー・モンテベルデ、ロセリェ・モンテベルデ、ペルシ・インタランがプロデューサーを務めた。ラナ監督が原案を作成して資金集めを行ったが、最終的な脚本は著名な脚本家であるロディ・ベラが担当している。
ラナ監督はフィリピンでも人気のある映画監督のひとりであり、2012年には『ブワカウ』がアカデミー外国語映画賞フィリピン代表作品に選ばれている。また、ロシアのパシフィック・メリディアン（ウラジオストク国際映画祭）、インドのケララ国際映画祭などでも受賞経験がある。本作は2014年10月にフィリピンでアメリカ海兵隊員がトランスジェンダーの女性を殺害した事件（ジェニファー・ロード事件）に着想を得ている。
ジェニファー・ロード事件後には、SNSなどでトランスジェンダーに対する偏見に満ちた意見が多数出され、ラナ監督はトランスジェンダーへの理解を深めるために本作の製作に至った。ラナ監督は娯楽性の高い作品を製作することも多いが、本作は娯楽性よりも個人的な思いを強く込めた作品である。なお、本作でトランスジェンダーを演じている俳優は全員がストレート（異性愛者）である。

## 公開

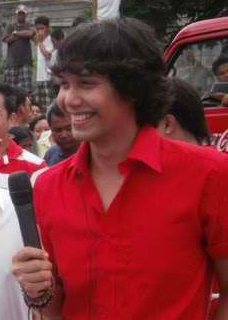
東京国際映画祭で主演男優賞を受賞したバリェステロス

2016年10月には第29回東京国際映画祭のコンペティション部門に出品され、10月27日にプレミア上映された。東京国際映画祭では観客賞と主演男優賞（パオロ・バリェステロス）を受賞した。東京国際映画祭における審査委員長はフランスのジャン＝ジャック・ベネックスであり、その他の審査員は日本の平山秀幸、イタリアのヴァレリオ・マスタンドレア、アメリカ合衆国のニコール・ロックリン、香港のメイベル・チャンだった。コンペティション部門には16作品が出品されており、『ダイ・ビューティフル』は唯一のフィリピン映画だった。なお、ラナ監督は2013年の第26回東京国際映画祭に出品した『ある理髪師の物語』でも主演女優賞を獲得していた。
2016年12月にはフィリピンの二大映画祭のひとつであるメトロ・マニラ映画祭のコンペティション部門に出品され、主演男優賞と助演男優賞と観客賞とFloat賞を受賞した。メトロ・マニラ映画祭ではエリック・マッティ監督のホラー映画『Seklusyon』が8部門で受賞しており、『ダイ・ビューティフル』の4部門受賞は『Sunday Beauty Queen』と並んで2位タイだった。
日本ではココロヲ・動かす・映画社が配給している。2017年7月22日には日本で劇場公開され、東京都・新宿のシネマカリテ、名古屋市のセンチュリーシネマ、大阪市のシネマート心斎橋、仙台市のフォーラム仙台、横浜市のシネマ・ジャック&ベティ、大分市のシネマ5、長野市の長野千石劇場、愛知県刈谷市の刈谷日劇など全国17館で公開されている。

## 受賞とノミネート
| 年   | 賞                           | 部門                           | 対象者                                           | 結果       |
| ---- | ---------------------------- | ------------------------------ | ------------------------------------------------ | ---------- |
| 2016 | 東京国際映画祭               | 観客賞                         |                                                  | 受賞       |
| 2016 | 東京国際映画祭               | 主演男優賞                     | パオロ・バリェステロス                           | 受賞       |
| 2016 | ケララ国際映画祭             | 審査員特別賞                   | パオロ・バリェステロス                           | 受賞       |
| 2016 | メトロ・マニラ映画祭         | 作品賞                         |                                                  | ノミネート |
| 2016 | メトロ・マニラ映画祭         | 監督賞                         | ジュン・ロブレス・ラナ                           | ノミネート |
| 2016 | メトロ・マニラ映画祭         | 主演男優賞                     | パオロ・バリェステロス                           | 受賞       |
| 2016 | メトロ・マニラ映画祭         | 助演男優賞                     | クリスティアン・バブレス                         | 受賞       |
| 2016 | メトロ・マニラ映画祭         | 助演男優賞                     | グラディス・レジェス                             | ノミネート |
| 2016 | メトロ・マニラ映画祭         | キャスト賞                     |                                                  | ノミネート |
| 2016 | メトロ・マニラ映画祭         | 脚本賞                         | ロディ・ベラ                                     | ノミネート |
| 2016 | メトロ・マニラ映画祭         | プロダクション・デザイン賞     | エンジェル・ディエスタ                           | ノミネート |
| 2016 | メトロ・マニラ映画祭         | Float賞                        |                                                  | 受賞       |
| 2016 | メトロ・マニラ映画祭         | 観客賞                         | 受賞                                             |            |
| 2017 | フィリピン映画振興評議会賞   | 映画大使賞                     | パオロ・バリェステロス ジュン・ロブレス・ラナ    | 受賞       |
| 2017 | ガワッド・タングロー賞       | 主演男優賞                     | パオロ・バリェステロス                           | 受賞       |
| 2017 | 教育者・指導者・学生協会賞   | 主演男優賞                     | パオロ・バリェステロス                           | 受賞       |
| 2017 | ガワッド・ベディスタ賞       | 映画主演男優賞                 | パオロ・バリェステロス                           | 受賞       |
| 2017 | GMMSF興行収入エンタメ賞      | 国際功労賞                     | パオロ・バリェステロス                           | 受賞       |
| 2017 | エディーズ賞                 | 主演男優賞                     | パオロ・バリェステロス                           | 受賞       |
| 2017 | エディーズ賞                 | 編集賞                         |                                                  | 受賞       |
| 2017 | エディーズ賞                 | プロダクション・デザイン賞     | 受賞                                             |            |
| 2017 | ガワッド・ウリアン賞         | 主演男優賞                     | パオロ・バリェステロス                           | 受賞       |
| 2017 | ガワッド・ウリアン賞         | 助演男優賞                     | クリスティアン・バブレス                         | 受賞       |
| 2017 | ガワッド・ウリアン賞         | プロダクション・デザイン賞     | エンジェル・ディエスタ                           | ノミネート |
| 2017 | ガワッド・ウリアン賞         | 編集賞                         | ベンジャミン・トレンティーノ                     | ノミネート |
| 2017 | PMPCスター賞                 | 映画作品賞                     |                                                  | 受賞       |
| 2017 | PMPCスター賞                 | 映画監督賞                     | ジュン・ロブレス・ラナ                           | 受賞       |
| 2017 | PMPCスター賞                 | 映画主演男優賞                 | パオロ・バリェステロス                           | ノミネート |
| 2017 | PMPCスター賞                 | 映画助演男優賞                 | クリスティアン・バブレス                         | ノミネート |
| 2017 | PMPCスター賞                 | 映画新人男優賞                 | クリスティアン・バブレス                         | ノミネート |
| 2017 | PMPCスター賞                 | 映画脚本賞                     | ロディ・ベラ                                     | 受賞       |
| 2017 | PMPCスター賞                 | 映画撮影賞                     | カルロ・メンドーサ                               | 受賞       |
| 2017 | PMPCスター賞                 | 映画プロダクション・デザイン賞 | エンジェル・ディエスタ                           | ノミネート |
| 2017 | PMPCスター賞                 | 映画編集賞                     | ベンジャミン・トレンティーノ                     | 受賞       |
| 2017 | PMPCスター賞                 | 映画作曲賞                     | リチャード・ゴンサレス                           | ノミネート |
| 2017 | PMPCスター賞                 | 映画音響賞                     | アルマンド・デ・グスマン ランベルト・カサス・Jr. | ノミネート |
| 2018 | パラガラ中部ルソンメディア賞 | 作品賞                         |                                                  | 受賞       |
| 2018 | パラガラ中部ルソンメディア賞 | 主演男優賞                     | パオロ・バリェステロス                           | 受賞       |